# George Murdock
George Murdock, pseudonimo di George Risk Sawaya Jr. (Salina, 25 giugno 1930 – Burbank, 30 aprile 2012), è stato un attore statunitense.

## Biografia
Tra i suoi personaggi più famosi per film e TV da ricordare il tenente Scanlon in Barney Miller, il dottor Salik nella serie televisiva Battlestar Galactica, il Dio di Sha Ka Ree in Star Trek V - L'ultima frontiera, diretto da William Shatner, e l'ammiraglio Hanson nell'episodio doppio di Star Trek: The Next Generation L'attacco dei Borg.
Sposato con Catherine E. Miller, è morto di cancro nel 2012, a 81 anni.

## Filmografia parziale

### Cinema
- Il ballo delle pistole (He Rides Tall), regia di R.G. Springsteen (1964)
- Peter Gunn: 24 ore per l'assassino (Gunn), regia di Blake Edwards (1967)
- Il fantasma del pirata Barbanera (Blackbeard's Ghost), regia di Robert Stevenson (1968)
- Los Angeles squadra criminale (Hangup), regia di Henry Hathaway (1974)
- Terremoto (Earthquake), regia di Mark Robson (1974)
- Inferno in Florida (Thunder and Lightning), regia di Corey Allen (1977)
- Fai come ti pare (Any Which Way You Can), regia di Buddy Van Horn (1980)
- Spara alla luna (Shoot the Moon), regia di Alan Parker (1982)
- La spada a tre lame (The Sword and the Sorcerer), regia di Albert Pyun (1982)
- Ore 13: dopo il massacro la caccia (Certain Fury), regia di Stephen Gyllenhaal (1985)
- Star Trek V - L'ultima frontiera (Star Trek V: The Final Frontier), regia di William Shatner (1989)
- Timescape, regia di David Twohy (1992)
- Analisi finale (Final Analysis), regia di Phil Joanou (1992)
- Il presidente - Una storia d'amore (The American President), regia di Rob Reiner (1995)
- Phoenix - Delitto di polizia (Phoenix), regia di Danny Cannon (1998)
- Se cucini, ti sposo (Time Share), regia di Sharon von Wietersheim (2000)
- Orange County, regia di Jake Kasdan (2002)
- Looney Tunes: Back in Action, regia di Joe Dante (2003)

### Televisione
- Ai confini della realtà (The Twilight Zone) – serie TV, episodio 3x33 (1962)
- The Gallant Men – serie TV, episodi 1x16-1x17 (1963)
- Indirizzo permanente (77 Sunset Strip) – serie TV, episodio 5x34 (1963)
- Slattery's People – serie TV, episodio 1x02 (1964)
- Gli uomini della prateria (Rawhide) – serie TV, episodio 7x16 (1965)
- Ben Casey – serie TV, episodi 5x05-5x09 (1965)
- Le spie (I Spy) – serie TV, episodio 1x03 (1965)
- Tarzan – serie TV, episodi 1x12-1x14-2x07 (1966-1967)
- Selvaggio west (The Wild Wild West) – serie TV, episodio 2x17 (1967)
- Iron Horse – serie TV, episodio 1x28 (1967)
- I giorni di Bryan (Run for Your Life) – serie TV, episodio 3x20 (1968)
- Cimarron Strip – serie TV, episodio 1x18 (1968)
- The Outsider – serie TV, episodio 1x16 (1969)
- Il virginiano (The Virginian) – serie TV, episodio 8x07 (1969)
- Operazione ladro (It Takes a Thief) – serie TV, 5 episodi (1969-1970)
- Bonanza – serie TV, 3 episodi (1965-1970)
- Reporter alla ribalta (The Name of the Game) – serie TV, 4 episodi (1969-1970)
- Banacek – serie TV, 5 episodi (1972-1974)
- Ironside – serie TV, 7 episodi (1968-1974)
- Le strade di San Francisco (The Streets of San Francisco) – serie TV, 3 episodi (1974-1977)
- Barney Miller – serie TV, 12 episodi (1976-1982)
- La casa nella prateria (Little House on the Prairie) – serie TV, episodio 3x15 (1977)
- Supercar (Knight Rider) – serie TV, episodi 2x10-2x21 (1983-1984)
- La signora in giallo (Murder, She Wrote) – serie TV, episodio 2x03 (1985)
- Star Trek: The Next Generation – serie TV, episodi 3x26-4x01 (1990)
- X-Files (The X-Files) – serie TV, 4 episodi (1998-1999)
- E.R. - Medici in prima linea (ER) – serie TV, 1 episodio (1996)
- Smallville – serie TV, 1 episodio (2001)

## Doppiatori italiani
Nelle versioni in italiano delle opere in cui ha recitato, George Murdock è stato doppiato da:
- Renato Mori in Top Secret, Star Trek: The Next Generation
- Dante Biagioni in X-Files (ep. 5x20),  Se cucini, ti sposo
- Marcello Tusco in Law & Order - I due volti della giustizia (ep. 3x04 e 3x18)
- Pino Locchi in Star Trek V - L'ultima frontiera
- Gino Pagnani in La tata
- Dario De Grassi in La signora in giallo
- Goffredo Matassi in Orange County
- Luciano De Ambrosis in Eli Stone
- Aldo Barberito in La casa nella prateria
- Gerolamo Alchieri in X-Files (ep. 6x01)
- Rino Bolognesi in X-Files (ep. 6x11)
- Sergio Fiorentini in Timescape
- Sergio Matteucci in Analisi finale
- Sergio Graziani in CSI - Scena del crimine